# 메러디스 백스터
메러디스 백스터(Meredith Baxter, 1947년 6월 21일 ~ )는 미국의 배우이다.

## 출연 작품
- 중년의 함정